# هدایه المتعلمین فی الطب

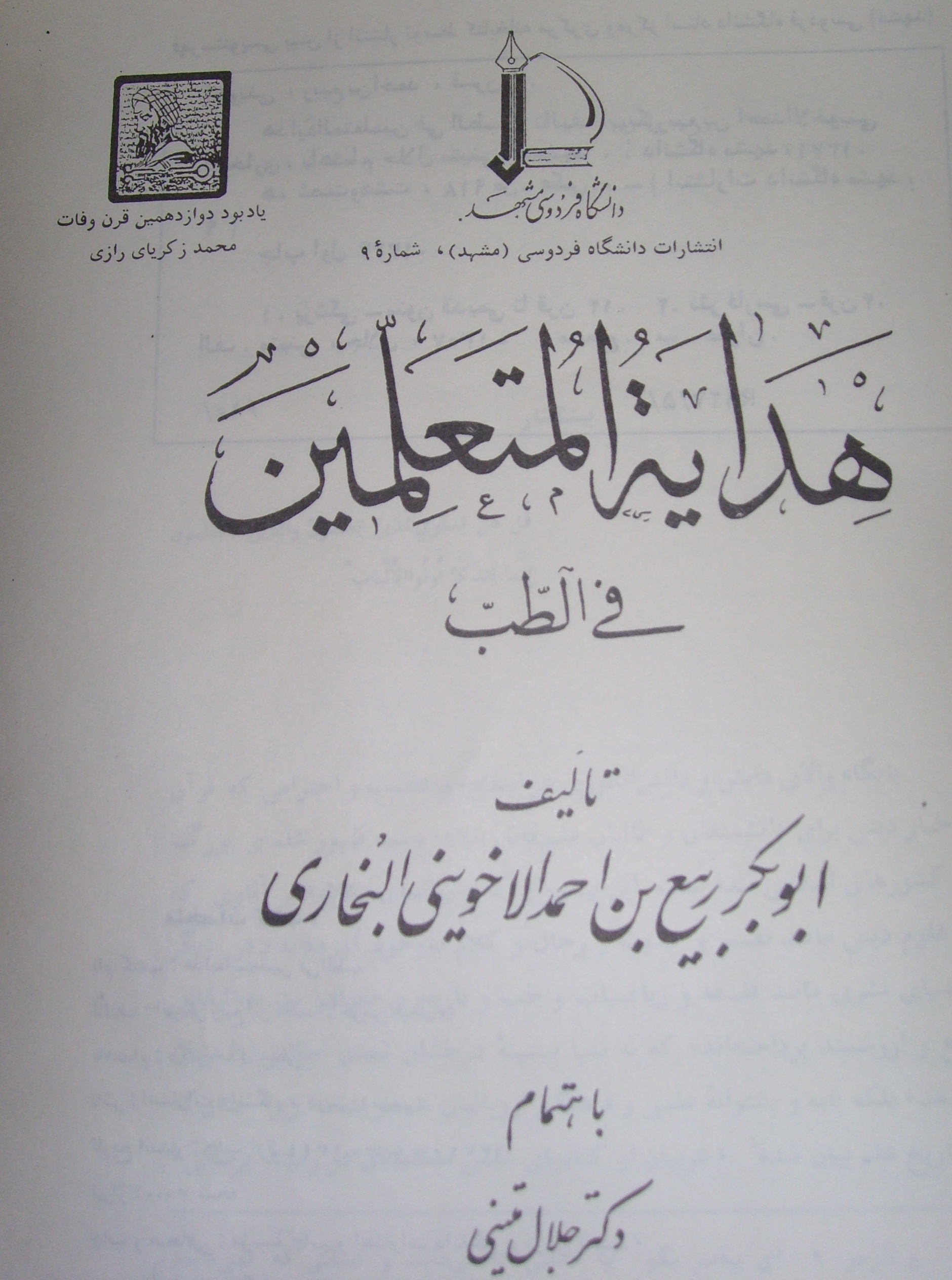
Hidayat al-Muta`allemin Fi al-Tibb.
از نخستین کتاب‌های پزشکی به زبان پارسی دری، در اواخر قرن چهارم هجری. عکس صفحه اول کتاب.

هدایة المتعلمین فی الطب کتابی در زمینهٔ پزشکی، نوشتهٔ ابوبکر ربیع بن احمد اخوینی بخاری، ملقب به اخوینی بخاری، است. این کتاب از نخستین کتاب‌های پزشکی نوشته‌شده به زبان پارسی دری بوده که در اواخر قرن چهارم هجری ایران، در عصر شکوفایی علم و تمدن اسلامی، نوشته شده است. احمد الاخوینی البخاری کتاب هدایه المتعلمین را در نیمه دوم قرن چهارم هجری قمری به درخواست پسرش نوشته است و این کتاب دارای سه بخش و دویست باب است. بخش اول شامل پنجاه و یک باب است. نویسنده در این باب‌ها در مورد ارکان، عناصر، مزاج‌ها، اخلاط، اندام‌های مفرده و اندام‌های مرکبه بدن انسان، نیروها (ارواح)، افعال، خوراک‌ها و شراب‌ها بحث کرده است و اثرات جسمانی و روانی شراب و انواع آن را مورد توجه قرار داده است. بخش دوم یکصد و سی باب دارد، اخوینی بخاری در این باب‌ها از بیماری‌های مربوط به ناخن پا تا موی سر یعنی طاسی (داءالثعلب) را مورد مطالعه قرار داده و راه‌های درمان آن بیماری‌ها را بیان کرده است. بخش سوم کتاب هدایه المتعلمین نوزده باب دارد. اخوینی در این باب‌ها علل و مبانی تب (حُمَّیات) و انواع آن، اصول و مبانی نبض‌شناسی و بهداشت عمومی را مورد بحث قرار می‌دهد. کتاب هدایه المتعلمین سال‌ها جزو کتب مرجع پزشکی نیاکان ایرانی اسلامی بوده است. یک نسخه از این کتاب در کتابخانه بادلیان آکسفورد انگلستان، یک نسخه در کتابخانه فاتح استانبول، ترکیه، و نسخه‌ای دیگر در کتابخانه ملک تهران وجود دارد. در سده ششم خورشیدی، نظامی عروضی سمرقندی در چهارمقاله خود از هدایه المتعلمین فی الطب نام برده است.

## تاریخچه
ابوبکر ربیع بن احمد اخوینی بخاری خود را شاگرد زکریای رازی می‌داند. تاکنون کتاب دیگری از اخوینی بخاری پیدا نشده است. اخوینی بخاری اهل شهر بخارا بوده است. بخارا پایتخت سلسله سامانیان است. سامانیان جزو نخستین حکومت‌های مستقل ایرانی بودند که پس از حمله و هجوم اعراب به کشور ایران در نواحی خراسان و ماوراءالنهر تشکیل شدند. پس از استیلای اعراب بر کشور ایران با سقوط سلسله ساسانیان، زبان رسمی کشور ایران از پارسی میانه (پارسی پهلوی) به زبان عربی تغییر یافت و ایرانیان به دلیل قرابت حروف الفبای زبان عربی و زبان پارسی، عربی را به عنوان زبان رایج علمی پذیرفتند. اخوینی بخاری کتاب (هدایه المتعلمین فی الطب) را در چنین بستر تاریخی به زبان پارسی دری نوشته است.
هر چند پس از سقوط ساسانیان ، زبان رسمی بخشهای شرقی امپراتوری ساسانی، به دلیل حکومتهای مستقل ایرانی، پارسی دری درباری ساسانیان بود . در بخشهای دیگر امپراتوری ایران، به دلیل نزدیکی به مرکز خلافت اعراب ، زبان رسمی ، عربی بود اما زبان پارسی همچنان در میان مردم رواج داشت. با به قدرت رسیدن  حجاج ابن یوسف ، دستور داده شد  تا تمام روحانیان ادیان دیگر و کسانی که به خطی غیر از عربی می‌نویسند را از دم تیغ بگذرانند و چنین شد که خط و الفبای عربی که آنهم به گونه ای در الفبای پارسی میانه و اوستایی ، ریشه داشت ، جایگزین خط و الفبای پارسی شد . 
اخوینی بخاری کتاب را برای استفاده عامه مردم و با انشایی ساده و نسبتاً روان دری تألیف نموده ولی بعضی از اسامی کالبدشناسی و بیماری‌ها را هم به زبان عربی نوشته است. او همچنین به تجربیات خود در درمان بیماران اشاره کرده است. از دیدگاه اخوینی، پزشکی شامل سه بخش بوده است: «امور طبیعی»، «دانستن اسباب»، «علایم و دلایل». از نظر اخوینی بخاری دانش پزشکی دارای دو بخش نظری و عملی است. پزشکی عملی دو وظیفه دارد: نگاهداری تندرستی افراد سالم؛ و بازگرداندن تندرستی به تن بیماران. در ابتدای این کتاب به بیان ارکان، مزاج، طبایع چهارگانه و کلیات کالبدشناسی و وظایف‌الاعضاء (فیزیولوژی) اشاره شده است و سپس به بیان بیماری پرداخته است و در هر مورد ابتدا تعریف بیماری، سپس علل و علایم و پس از آن روش درمان بیماری بیان شده است؛ در این کتاب بیماری‌های روانی مورد بحث قرار گرفته و نویسنده اشاره می‌کند که در مدت سی سال کار طبابت خود بیماران مبتلا به مالیخولیا را با روش ویژه خود درمان کرده است و به همین دلیل پزشک دیوانگان خوانده می‌شده. بیشتر مطالب کتاب هدایه المتعلمین فی الطب با مبانی علمی کتب پزشکی حاضر هماهنگی دارد.
این کتاب گرچه عنوان عربی دارد ولی پیکره آن به پارسی شیرین ازبکیِ بخارایی‌ست و نخستین کتاب علمی و نخستین کتاب پزشکی پارسی است که تاکنون به دست ما رسیده. این کتاب نه تنها ارزش پزشکی دارد بلکه برای شناخت ادبیات و نگارش پارسی میانه در سده چهارم از ارزش ادبی بالایی نیز برخوردار است. برای نمونه در اینجا بخش‌هایی از کتاب اخوینی با تصحیح دکتر جلال متینی آورده می‌شود.

## یادکرد واژگان پزشکی پارسی
او در کتابش هرجا توانسته واژگان پارسی را با نگارش و گویش پارسیِ بخارایی (ازبکستان امروزی) در کنار واژه تازی و یونانی‌اش به دانشجو یادآوری کرده است. برای نمونه:
و ببارسی این مِری را سُرخَه خوانند و این آنست که بر درهٔ کوسبند بُوَذ …
ببارسی استخوان آخُرک و بتازی عظام الترقوه خوانند …
به این گیاه بتازی عِکرش گویند و بیونانی اقطی و ببارسی شورکومه …
... و شانزدهم ماساریقا [صفاق] و هفدهم جگر و هژدهم زَهره و نوزدهم سبرز [طحال] و بیستم گُرده و … و ببارسی اَشرَه … و ببارسی دندانهای خائیذن … و ببارسی بهناگاه … و ببارسی استخوان دُمجهٔ گون، کژک، تُهی‌گاه، بُن [مقعد]، بیل [کتف]، جشمه سرکتف، عروس‌کش، غروجه [درشت‌نی]، غژغر [غضروف]، بیوند [مفصل]، رگ ناجهنده [ورید]، رگ جهنده [شریان]، پنکاجه یا نای‌گلو یا سُرنا [حنجره]، دربان [اسفنکتر]، بوکان [روده‌کور، Cecum]، پنج‌روده [قولون] و ….
در کتاب هدایه واژگان ادبی پارسی سره نیز بسیار دیده می‌شوند همچون:
فروسو، برسو، پذیرا، ناپذیرا، ناخفته، ناپوسیده، ناچرب، نارونده، ناجهنده، ستان (Supine)، اندر (Prone)، چگونگی، چندی، یکیی، بادناک، بوی‌ناک، بیماری‌ناک، خشم‌ناک، خواب‌ناک، سبوس‌ناک، سنگ‌ناک، کف‌ناک، گوشت‌ناک، شوره‌ناگ، موی‌ناگ، غمگن، شوخگن، بیمارگین و …

## آموزش بُرمانگری (جراحی)
- فی هیئت دماغ

… و از پسِ قِحف [کاسه سر] یکی سولاخ است که از مغز سر چیزی فرود آیذ از گوهر دماغ که در تازی به آن نخاع گویند همچون جوی که از حوض برون آیذ با هفت جفت عصب ….
- فی باب الجرائحی

… اگر جراحت فراخ بُوَذ و نتوان لبهای جراحت یک با دیگر فراز آوردن، اکنون حاجت آیذ بدوختن زخم در چند جای به شرطی که چیزی به میان جراحت نیفتد و اگر زخم به هم نرسد … از دیگر سوی بُباید کافتیدن زخم و ….
... و اگر آماس به نزدیکی رگی یا عصبی یا پیوند بوذ نباید شتافتن در کافتیدن تا آن رگ و عصب تباه نشود که کار دشوار گردد.
و اگر رگ بزرگ است بُباید کافتیدن تا رگ به دید آیذ و آنگاه با ریسمان خیش باید آن را بستن و اگر از شریان است علاج وی گسستن رگ است که باید صناره [قلاب] به رگ افکنی و برپیچی تا بگسلد و باز داغ کنی به آتش تا خون بایستد.
- دررفتگی مهره گردن و قطع نخاع

و اگر از قبل فقار [مهره گردن] آمده بود آن مهره را به جای خویش باز بری به آلتی مانند کلبتین [گاز انبر، نیش کش دندانپزشکی] و انبر که سر وی دراز باشد فروکنی به گلو و دسته‌های انبر را باز کشی تا آن سر انبر بر مهره افتد و به جای باز بَرَدَش و این علاج را مخاطره است.
- ترکیب العین

در بخش ترکیب العین پس از گفتن همه درمان‌های عفونت چشم چنین نوشته است:
و اگر بدین نیز بهتر نشود بدو کارد بر باید گرفتن [تخلیه چشم]. در پایان درمان ظفره [ناخنک] و تَم [کاتاراکت] را هم جراحی با کارد دانسته است آنجا که نوشته:
... و علاج وی بر گرفتن بوَد بدو کارد ….
- فی السرطان

در سرطان چکیده سخنش این است که توده سرطان به سرعت رشد می‌کند و بهتر است هرچه زودتر اگر به
اندامی است که قابل بریدن است باید آن را از ریشه برید و جایش را داغ نمود یا جای آنرا سرد کرد:
... یا با سپیده سرب یا آبار [سرب] سوخته بسیار برنهادن با سرکه و گل ارمنی و جهد کنی تا بطلی خنک او
را فرو کشته داری تا نیفزاید و ریش [ریشه یا زخم] نکند و …
در انحنای آلت تناسلی [Penile Curvature or Peyronie’s disease]
ایشان رباط زیر اندام نرینه را برش می‌دادند و سپس آن را به لوح می‌بستند تا مدتی صاف بماند و ترمیم شود.
همچنین اگر سنگ در پیشابراه مردان گیر می‌کرد و با هیچ روش بیرون نمی‌آمد، به گفته خودش به آهن مشغول می‌شدند و با تیغ و برش جراحی سنگ را درمی‌آوردند.
... فتق به سه جای بوَد … و نشان این آن بوَد که چون سِتان (دمر) بخسبد مَر غُندَه (توده) برود به همان جای که شکاف به دید بُوَذ به بَسودن [لمس]، و علاج وی اآن بوَذ که پوست شکم بکافند تا آن شکاف پدید آید، آنگاه آن شکاف را بدوزند و باز آن جراحت را داروی گوشت برآرنده برنهند، و این به قیاس آن بوَد که کسی را که شکم بکافنیده بُوَند بُباید دوختن.
- تورم بیضه

... و اگر آب بود بباید گشادن [گشودن، برش دادن] تا آب بیرون آید و آنگاه جای آن را که آب بُوَی فرود آمده بود داغ کنند که اگر نکنند دیگرباره فرود آید.
و اگر ورم مفاصل صُلب گردد گاه ضمادهای ملّین برنهد و گاه محلل، و اگر نرم گردد این ورم نقرس بباید کافتیذن و آن چیزهای صلب همچون سنگ‌باره [لوز بادی] و سَفال‌پاره از وی بیرون باید کردن … و بدانکه اگر ورم به مفاصل بوَد نباید کافتیدن چه هیچ بِه نشود
آزخ [زگیل] را به موی اسب بُبَندد تا بُبرّد یا به آتش داغ کند تا بسوزد یا برکشدش از بُن.
یکی نایزه سازد از مس مرین کار را به اندازه آزخ و کرانه نایزه تیز کند به آزخ اندر افکنند و پوست آزخ ببرند به وی باز آزخ بگیرند به ناخن و بکشند تا بیرون آید و به زیر وی یکی بیخ بوَد همه بیرون آید.
حصر البول
- جراحی پیشابدان

سپس ابزار جراحی سنگ مثانه را رونمایی می‌کند: مبوله یک میل بوذ از سیم یا زر یا از برنج میانه کاواک [لوله برنجی توخالی] و بر سر میل سولاخها بسیار [سوراخدار]. جنانک [چنان‌که] گویی این میل نایزه استی [همچون نایژه باریک و تُهی است].
بر سر نایزه یَکی کئوکبستی [بر سر میل یک کوکب است]. چون نیمه جلاجل و … و چون سولاخهای بالونه و باز میان این نایزه یکی آهن بوذ و بر سر آن آهن یکی باره استوار کرده تا این آهن را بکشد [مانند ماندرن درون کاتتر یا نیدلهای اسپاینال و اپیدورال] از میان این میل آب از مثانه اندر آیذ بمثال زُراقه [سرنگ تزریق]... و این را اضطرارالخلا گویند.
... باز اکر مثانه بُر [پُر] بُوَذ پرهیز کن از داروهای مُدر که هلاک کند.
فی حصرالبول … یا سنگ در گُرده [کلیه] گیر کرده، یا در حالبین یا در مجرا؛ یا اینکه «گوشتی بُوَذ رُسته اندر قَضیب از بس ریشی افتذ یا آزخی کوشت رسته بوذ و علاج وی دشوار بوذ»
"... مثانه همچون خیک بُوَذ پُر … ک میز [ادرار] کمتر گردد تا جمله بایستد … علاج کن به آبزن [قطاطیر، کاتتر] اندر نشانی … تا بول فروذ آیذ و مجرا فراخ کردذ.
- در بیماریهای تنفسی

… او را سورنک [پولیپ بینی] خوانند یا ناصور که علاج وی آن بوَد که دو سرِ موی اسب بتابی نیک و بر وی سه چهار جا گره افکنی و از سرب به کردار [همانند] جوالدوزی کنی و این موی بدان سرب اندر کشی و سرب را به بینی اندر کنی و حیله کنی تا وِرا به حلق فروکنی تا به کام فرود آید و این موی لختی سوی دهان اندر آید و لختی سوی بینی.
و تو موی را گاه از این سوی دهان کشی گاه از آن سوی بینی که همچون دست ارّه‌ای آن گوشت افزونی [پولیپ بینی خونریزی‌دهنده را] بِبُرد و به مرهم زنکاری و کافوری علاج [پانسمان] کنی تا بِه شود تمام.
در بخش جراحات سخن از بخیه می‌گوید:
اگر جراحت فراخ بود و نتوانی لبهای جراحت یک با دیگر فراز آوردن، اکنون حاجت آید بدوختن زخم در چند جای به شرطی که چیزی به میان جراحت نیفتد و اگر زخم به هم نرسد از دیگر سوی بباید کافتیدن زخم [برش و آزادسازی زیر زخم] و ….
و اگر آماس به نزدیکی رگی یا عصبی یا پیوند [تاندون] بود نباید شتافتن در کافتیدن تا آن رگ و عصب تباه نشود که کار دشوار گردد.
اگر از جراحت خون بسیار آید باید آن اندام را برسو داری [بالا بگیری یا ببندی] و به بیخ سرد کنی و بر آن صبر و کندور و خون‌سیاوشان و سپیدی خایه[تخم مرغ] و پشم خرگوش بمالی.